# Norskstarr
Norskstarr (Carex mackenziei) är en halvgräsart som beskrevs av V.I. Kreczetowicz. Enligt Catalogue of Life ingår Norskstarr i släktet starrar och familjen halvgräs, men enligt Dyntaxa är tillhörigheten istället släktet starrar och familjen halvgräs. Arten är reproducerande i Sverige. Inga underarter finns listade i Catalogue of Life.